# Eric Norwood
(en) Statistiques sur pro-football-reference
Eric Norwood (né le 24 mai 1988 à Oakland) est un joueur américain de football américain et de football canadien. Il a joué au cours de sa carrière dans la National Football League, la Ligue canadienne de football, la United Football League et la Arena Football League.

## Enfance
Norwood joue dans l'équipe du lycée North Cobb High School en Géorgie. Le site Rivals.com le considère comme un futur grand joueur et un des meilleurs joueurs au poste de defensive end.

## Carrière

### Université
La carrière universitaire d'Eric commence en 2006 où il est mis dans le bain dès son arrivée au poste de defensive end. Lors de sa première année, il fait trente tacles ainsi que sept sacks. Il est sélectionné dans les équipes de la saison pour la conférence et au niveau national. En 2007, il devient un des defensive ends les plus efficaces avec soixante-neuf tacles, six sacks et trois fumbles récupérés. Il récupère deux fumbles pour marquer deux touchdownws.
Lors de la saison 2008, il change de position, devenant linebacker et affiche des statistiques toujours bonnes avec soixante-quinze tacles, neuf sacks, deux récupération de fumbles et provoque un fumble. Après la défaite au Outback Bowl 2009, Eric annonce qu'il s'inscrit au draft de la NFL de 2009 mais il change d'avis et renonce à participer au repêchage.
Le retour de Norwood pour sa dernière saison fait beaucoup de bien aux Gamcocks qui participe au Papajohns.com Bowl. Pour la saison 2009, Norwood fait 81 tacles, sept sacks, trois tirs bloqués, un fumble provoqué et un fumble récupéré. Il reçoit divers honneurs comme en étant cité dans les équipes de saison par différents magazines ou institutions.

### Professionnel
Eric est sélectionné au quatrième tour du draft de 2010 par les Panthers de la Caroline au 124e choix. Il ne dispute aucun match comme titulaire lors de sa saison de rookie mais en dispute quinze et provoque un fumble et tacle à trois reprises. Il s'essaye au poste de kick returner une fois, parcourant une distance de dix-sept yards. La saison 2011 le voit conserver ce poste de defensive end remplaçant et est résilié dès la fin de la saison.
En 2012, Norwood se dirige vers l'United Football League et signe avec les Destroyers de la Virginie, tenant du titre. Cependant, la saison est mauvaise pour la franchise qui est éliminé dès les poules et ne participe pas aux playoffs. La saison suivante, il change, une nouvelle fois, de ligue, intégrant les SaberCats de San José, jouant en Arena Football League, fédération de football américain en salle. Le 26 avril 2013, il est suspendu par l'AFL.
Le 10 juin 2013, il est échangé aux Power de Pittsburgh, avec Michael Diaz, contre une future considération. Plus tard dans la saison, il rejoint les Tiger-Cats de Hamilton, en Ligue canadienne de football. Il termine sa carrière en 2016 avec les Roughriders de la Saskatchewan.